# Pro-Mia
Pro-Mia, es un término conformado por los prefijos Pro, que significa "a favor de" y Mia que hace referencia a la bulimia. Es un grupo o subcultura, que promueve y apoya la bulimia como estilo de vida, en lugar de considerarla un trastorno alimentario. Comienza a popularizarse debido a un programa de TV dedicado a las páginas Pro-Ana y Pro-Mía, del popular reality show El show de Oprah Winfrey estadounidense en octubre de 2004.

## Descripción
Los activistas Pro-Mia (bulimia), al igual que los Pro-Ana (anorexia), han sido fuertemente criticados por fomentar el no tratamiento y la promoción de la enfermedad como estilo de vida alternativo.
Los defensores de esta ideología no reconocen la bulimia como un desorden o enfermedad que merezca tratamiento. Por el contrario, sugieren que todo lo expuesto en sus comunidades es saludable, siempre que no sea llevado al extremo.
Los diarios personales, los videos, las canciones y manifiestos elaborados por las personas que participan de los foros florecen exponencialmente en la Red. Programas de mensajería instantánea como Microsoft Live Messenger permiten la creación de gigantescas redes de usuarios (inmunes de cualquier tipo de control institucional). Todo parece apuntar a que, lejos de constituir una moda pasajera, una pintoresca anécdota de la posmodernidad, el fenómeno Pro-Ana y Mia está ahí y no tiene intención alguna de marcharse.

## Problema alimenticio
Los trastornos en la alimentación son un serio problema en EE. UU. debido a su aumento durante el siglo XX y a las altas tasas de morbilidad y mortalidad. Es relativamente nuevo y controversial el fenómeno, en sitios web, Pro-Ana (pro-anorexia) y Pro-Mia (pro-bulimia). La investigación se encuentra aún en las primeras etapas.
Actualmente muchas personas conocen la gravedad de la anorexia, pero ignoran la posible gravedad de la bulimia. En los últimos trabajos de seguimiento realizados con bulímicos con tratamiento se confirma que seis meses después de que la bulimia se considera solucionada, un tercio de ellos reincidía en la enfermedad. La mayor o menor probabilidad de una recaída se relaciona con algunas variables, y la más significativa es la frecuencia de los vómitos y cuanto más tiempo hace que se iniciaron. La existencia del vómito predispone a reincidir en los atracones.
Generalmente las personas bulímicas y anoréxicas están estancadas en la niñez, tienen temor a crecer y a manejar la dependencia que eso implica. Sus relaciones familiares empeoran porque están más irritables y más agresivas. Y esto ocurre también en las relaciones sociales. Los bulímicos suelen ser más compulsivos, lo que implica que a menudo actúan sin prever las consecuencias de sus actos.

## Cultura Pro-Mia
Los grupos Pro-Mia utilizan varias herramientas para fomentar, motivar e incentivar a los usuarios a continuar trabajando en su Ideología, se destacan el uso de frases, poemas, blogs en web, y canciones de la cultura popular.
Aquella persona que padece anorexia, bulimia o cualquier otro trastorno de alimentación suele denominarse "princesa". Utilizan como iconos imágenes de mariposas y libélulas que simbolizan lo etéreo, vestidos vaporosos, mujeres escuálidas con coronas y diademas. La belleza de aspecto frágil es el primer mandamiento de su iconografía.
Por la calle pueden distinguirse entre ellas mediante la utilización de unas pulseras que llevan en su mano izquierda. Las mismas, tienen cuentas rojas si se es Ana y de cuentas morada si se es Mia.
Estos movimientos son alimentados por las voces de cibernenas(en su mayoría) alrededor de los 12-24 años de edad, y a menudo se identifican como feministas que están tratando de crear realidades alternativas y discursos sobre su imagen corporal a través de control, empoderamiento y voz.
Estos blogs muchas veces promueven las llamadas "carreras", en las cuales se presenta un tipo de "dieta" (generalmente basada en ayunos). Las que desean participar de esta carrera, además de cumplir con la dieta, se sacan fotos y comentan cuántos kg lograron bajar.
Generalmente, las chicas "Mía" no lograr cumplir la dieta por el tiempo que determina la carrera, ya que su patología no se lo permite.
Si por un tiempo no se saben noticias de alguna chica, se ve como "natural" que la misma esté internada o en algún tipo de tratamiento psicológico o psiquiátrico.

### Canciones utilizadas
- "Sueño de morfeo"
- "Courage" - Superchick
- "A Y M" - Pedro Rilo
- "90-60-90" - Florencia Villagra
- "You Are Perfect" - Kaythlyn Medina
- "Bulimic beats" - Catatonia

## Etiología
Es pertinente aclarar que los trastornos alimentarios son propios de las sociedades industrializadas. Existe una constante presión ejercida por el contexto sociocultural, el cual dictamina el lugar que la persona debe ocupar en la sociedad, prometiendo determinados beneficios a través del ideal de que la persona delgada cuenta con mayores posibilidades de alcanzar el éxito, tanto a nivel laboral, de pareja, etc.
En tal sentido el papel de la conducta social es primordial. El modelo ideal de figura y peso, tal como se lo promociona en la actualidad, atenta contra la salud, por exigir un peso que no puede, ni debe, ser alcanzado.
La sociedad es responsable de comunicar que el papel más importante del individuo, hombre o mujer, es ser físicamente atractivo, observándose que los medios de comunicación refuerzan esta teoría, sugiriendo que la totalidad del ser se expresa a través de la imagen corporal.9 Esta forma de tiranía impuesta exige, tanto el atractivo físico, como el esfuerzo para conseguirlo; es la forma moderna de dominación de la sociedad sobre el cuerpo.
Se ejercen fuertes intereses socioeconómicos en el “culto al cuerpo”, bajo la imagen de dietas que trabajan como “vendedores de ilusiones”, en un mundo que propone pocas alternativas para una vida más plena. David Gardner, de la Universidad de Toronto, resalta que el número de artículos que son publicados en revistas, y que refieren a dietas, se han incrementado en un 70% en los últimos 10 años. Estudios han revelado que, publicaciones destinadas al público femenino, venden hasta 7 mil ejemplares más si es mencionada la palabra dietas en tapa.
Además de las causas sociales, se consideran importantes las biológicas y las familiares. Entre las causas biológicas que predisponen a la anorexia, está la vulnerabilidad a nivel genético, (disfunción de determinados neurotransmisores como la serotonina. Según algunos estudios, la deficiencia de algunos componentes químicos en el cerebro predisponen a algunas personas a sufrir ansiedad, perfeccionismo y comportamientos y pensamientos compulsivos, siendo más vulnerables a sufrir trastornos alimenticios. Las relaciones conflictivas con las figuras parentales, sobre todo con la madre (dominante), en el caso de la mujer, puede generar anorexia motivada de la necesidad y voluntad de separarse de una relación conflictiva con la madre. Personas con padres sobreprotectores, inflexibles e ineficaces para resolver problemas tienden a desarrollar este trastorno. Un reciente estudio concluyó también que las bromas familiares sobre el peso corporal y las preocupaciones constantes al respecto predicen lo que quieren evitar, las conductas extremas para controlar el peso.

## Trastorno e identidad
El significado cultural del cuerpo desempeña un papel determinante en la construcción de la identidad de las personas anoréxicas.
Las teorías socioculturales establecen que el ideal estético corporal propuesto por la sociedad y masificado por los medios de comunicación, es internalizado por la mayoría de las mujeres de la cultura occidental debido a la elevada dependencia existente entre autoestima y atractivo físico. Dubar define la identidad como una construcción social y dinámica, la cual se relaciona con la historia de vida del individuo y remite a la dimensión del reconocimiento, del “pertenecer” y de la identificación.
La imagen corporal ideal plasma, en sí misma, los valores, creencias y cánones estéticos que promueve cada sociedad; de tal manera, que las últimas décadas del siglo XX y el comienzo del siglo XXI se han caracterizado por un culto total al cuerpo. Dicha imagen, se encuentra estrechamente relacionado con el ser deseadas, envidiadas, tener dinero, fama, buen empleo y ser amadas. Los participantes consideran que todo el esfuerzo y sacrificio será, de alguna forma, recompensado. Medina, en su estudio sobre sitios Pro-Ana constató que las participantes de ese espacio virtual no exponen sus fotos personales, demostrando una admiración por la imagen del otro, implicando que niegan su propia imagen, considerándose imperfectas y fuera del ideal de belleza deseado.
Estas comunidades virtuales participan del proceso de construcción de lo que se conoce como "cultura identitaria". La reflexión de enfermedad como estilo de vida se encuentra muy presente: el propósito de adelgazar, asociado a la enfermedad, es condenado; sin embargo, adelgazar como necesidad estética es considerada una práctica saludable y deseada.

## Trastorno y comportamiento
Estudios realizados en grupos de personas que padecen Bulimia y Anorexia han demostrado una fuerte relación entre la depresión y los trastornos alimentarios, dichos pacientes poseen historias de depresión previas al desencadenamiento del trastorno. Es frecuente que muchos de ellos abandonen su estado depresivo solo normalizando la ingesta y alcanzando el peso corporal normal. La depresión es un efecto natural de la restricción alimentaria.  Se estima que  algunos pacientes con depresión favorecen el desarrollo de un trastornos alimentarios como un mecanismo psicológico para regular los estados de ánimo.
El perseguir la delgadez  no conlleva a alcanzar la felicidad,  por el contrario, cuanto mayor es el trastornos alimentarios, más difícil es alcanzar los objetivos personales de bienestar y seguridad. La inanición aguda genera cambios de personalidad  y comportamientos aberrantes, estos cambios no son genuinos, sino aparentes, lo que implica que desaparecerán cuando la persona deje atrás su padecimiento.
La tendencia hacia el perfeccionamiento es bastante común en jóvenes con trastornos alimentarios, perfeccionamiento desplazado hacia el peso corporal: alcanzar la perfección es mantener el cuerpo ideal a cualquier costo. Este principio es, en sí mismo, inalcanzable; el peso se convierte en el área donde el sujeto va a poder ejercer el dominio exigido, apareciendo la culpa, la ansiedad, el miedo y la pérdida de control sobre la alimentación como efecto del fracaso en función del ideal no alcanzado. Confianza y seguridad son los primeros damnificados en la carrera por el control del cuerpo ideal. El fracaso a las dietas no está acompañado de resignación y acostumbramiento, por parte del individuo, a la realidad del cuerpo, por el contrario, promueve el rechazo a uno mismo.
Generalmente las personas bulímicas y anoréxicas están estancadas en la niñez, tienen temor a crecer y a manejar la dependencia que eso implica.

## Trastorno y género
Los trastornos tienen mayor ocurrencia en mujeres jóvenes. Según la Asociación Americana de Obesidad (The Obescity Society), el número de mujeres insatisfechas con su imagen corporal es del 90%, dónde más de un 40% de ellas hacen dieta en forma discontinua.
El trastorno también aparece en hombres, entre un 5% y 10%. Este porcentaje se ha incrementado en los últimos años. Un número significativo de hombres con este trastorno son homosexuales, aunque no implica que sea privativo de ese grupo; se estima que, culturalmente, no se introducen tantas exigencias a los hombres heterosexuales en lo que refiere al cuidado de su representación física.
Entre las usuarias de los sitios Pro-Ana y Pro-Mia se encuentra un significativo número de pacientes ya diagnosticadas con trastornos alimentarios, entre las cuales un 35,5% habían visitado sitios web Pro-Ana; de ellas, 96% aprendió nuevos métodos para perder peso, contra un 46,4% de las visitantes de sitios antianorexia.

## Controversias
Existen movimientos en contra de los grupos Pro-Mia que se dedican a identificar, reportar y clausurar sitios web y blogs, identificar videos de redes como YouTube, y grupos de promoción y distribución de información existentes en redes sociales como Facebook y Twitter; promueven apoyo y asistencia para las víctimas de la enfermedad. [cita requerida]